# موسم حج 1441هـ 2020م
بدأت الاستعدادات لموسم حج عام 1441 هـ في 22 يونيو 2020، إثر إعلان السعودية رفع منع التجول المفروض كإجراء احترازي بسبب انتشار جائحة فيروس كورونا، والعودة للحياة الطبيعية في مناطق المملكة، مع استمرار تعليق الرحلات الجوية الدولية وحركة الدخول والخروج عبر المنافذ البرية والبحرية، واتخاذ أقصى درجات الحيطة والحذر، والالتزام الكامل بالإجراءات الاحترازية والتدابير الوقائية، في ظل استمرار انتشار الجائحة عالميا.
قبل اتخاذ قرار إقامة الفريضة لم تكن الرؤية متضحة بخصوص مصير الحج لعام 2020، حيث اضطر الانتشار المتزايد للجائحة دول العالم إلى إلغاء أو تأجيل العديد من الأحداث والفعاليات، ومنذ 2 مارس 2020 عندما أعلن عن أول حالة في السعودية، اتخذت إجراءات صحية احترازية. كان منها تعليق العمرة مؤقتًا واتخاذ عدد من الخطوات الاحترازية فيما يتعلق بالمسجد الحرام في مكة المكرمة والمسجد النبوي الشريف. ومع استمرار تفشي الجائحة وتعذر احتوائها طالبت السعودية في 25 مايو دول العالم بالتأني قبل إتمام عقود الحج حتى يتضح مسار الفيروس. كانت هناك سيناريوهات مختلفة بخصوص الحج ما بين تعليق للشعيرة أو إقامتها بأعداد محدودة، لكن السعودية آثرت التريث في اتخاذ القرار حتى عودة الحياة إلى طبيعتها وانخفاض معدلات انتشار فيروس كورونا، وحرصا على إقامة الشعيرة بشكل آمن صحيا وبما يحقق متطلبات الوقاية والتباعد الاجتماعي اللازم لضمان سلامة الإنسان وحمايته من مهددات هذه الجائحة، وتحقيقًا لمقاصد الشريعة الإسلامية في حفظ النفس البشرية، قررت إقامة فريضة الحج لحجاج الداخل وبنسبة 30% للسعوديين من الممارسين الصحيين ورجال الأمن المتعافين من الفيروس، فيما خصصت نسبة 70% للمقيمين الذين لم يسبق لهم أداء الحج وتوزعت النسبة على 160 جنسية مقيمة في المملكة.
أقيمت شعائر الحج وفق مجموعة من الإجراءات الاحترازية والبروتوكولات الصحية الاستثنائية، ومع انتهاء الموسم أكدت وزارة الصحة السعودية خلو المشاعر المقدسة من حالات الإصابة بمرض كوفيد 19، ولم تسجل أي إصابة بين الحجاج، فيما تكفلت الحكومة السعودية بتغطية تكاليف ونفقات الحج والحجاج بما يشمل الوجبات والإقامة والرعاية الصحية.

## خلفية

### جائحة فيروس كورونا 2019–20
اضطرت جائحة فيروس كورونا دول العالم إلى اتخاذ إجراءات احترازية ووقائية شملت تعليق السفر دوليا وتقييد الحركة محليا، خصوصا مع ازدياد تفشي الفيروس وسرعة انتشاره وعدم إمكانية توفر علاج له مما صعب كثيرا من إمكانية السيطرة عليه.
اتخذت المملكة العربية السعودية خطوات احترازية مبكرة حفاظا على سلامة الإنسان، وشملت تلك الخطوات بالإضافة للإجراءات الدولية تعليق العمرة والزيارة مؤقتا، وإغلاقا مؤقتا للمسجد الحرام والمسجد النبوي لأغراض التعقيم.

## قرار إقامة الفريضة
اعتادت السعودية الاستعداد المبكر لموسم الحج، ولهذا وفي ظل انتشار الجائحة وعدم تبين نهايات قريبة لها فقد أبدت قلقها بشأن سلامة الحجاج، وقال وزير الحج والعمرة السعودي محمد بنتن في مطلع شهر أبريل 2020 إن المملكة قلقة بشأن سلامة الحجاج، وحث الناس على "التريث قبل إبرام أي عقود للحج حتى تتضح الرؤية، كما قامت المملكة برد مبالغ رسوم التأشيرات لجميع من حصلوا على تأشيرات لأداء مناسك العمرة ولم يتمكنوا من القدوم إلى البلاد" بسبب تفشي فيروس كورونا.
بعد فترة من التريث اتخذت السعودية قرار إقامة فريضة الحج انطلاقا من واجبها الشرعي والإنساني تجاه مسلمي العالم في وقت تتخذ جميع الدول إجراءات وتدابير احترازية مشددة في ظل جائحة كورونا الحالية، وبناءً على ما أوضحته وزارة الصحة بالمملكة العربية السعودية؛ حيال استمرار مخاطر هذه الجائحة وعدم توفر اللقاح والعلاج للمصابين بعدوى الفايروس حول العالم وللحفاظ على الأمن الصحي العالمي، خاصةً مع ارتفاع معدل الإصابات في معظم الدول وفق التقارير الصادرة من الهيئات ومراكز الأبحاث الصحية العالمية، ولخطورة تفشي العدوى والإصابة في التجمعات البشرية التي يصعب توفير التباعد الآمن بين أفرادها، حيث اختارت السعودية أفضل السيناريوهات التي تجمع بين إقامة الشعيرة وتأمين سلامة الحجاج وذلك بالاقتصار على أعداد محدودة جدًا للراغبين في أداء مناسك الحج لمختلف الجنسيات من الموجودين داخل المملكة، وذلك حرصًا على إقامة الشعيرة بشكل آمن صحيًا وبما يحقق متطلبات الوقاية والتباعد الاجتماعي اللازم لضمان سلامة الإنسان وحمايته من مهددات هذه الجائحة، وتحقيقًا لمقاصد الشريعة الإسلامية في حفظ النفس البشرية.

### ردود الأفعال
لقي قرار السعودية ترحيبا عربيا وإسلاميا ودوليا واسعا، ووصفت هذه الخطوة بأنها قرار حكيم وصائب، ويؤكد حرص المملكة العربية السعودية على سلامة ضيوف الرحمن وسلامة أرواح الناس. كما أكدت منظمة الصحة العالمية تأييدها لهذا القرار ودعت جميع البلدان إلى اتخاذ مثل هذه الخيارات الصعبة لوضع الصحة العامة في مقدمة الأولويات والاهتمامات، وأشار مدير عام منظمة الصحة العالمية الدكتور تيدروس ادهانوم إلى أن القرار يأتي على أساس تقييم المخاطر وتحليل مختلف السيناريوهات عملاً بإرشادات المنظمة لحماية سلامة الحجاج والحد من خطر العدوى.

## تجارب سابقة
واجهت السعودية في مواسم حج سابقة تحديات صحية كبيرة ارتبطت بالفيروسات والأوبئة، وتمكنت من اجتياز تلك التحديات نتيجة الخبرات التي امتلكتها من خلال رعايتها الحج لعقود طويلة، وشهد عام 2003 انتشار فيروس سارس في العالم وتزامن ذلك مع موسم الحج، لكن السعودية أتمت الموسم دون تسجيل أي حالة إصابة بين الحجاج، وفي عام 2005 كان هناك انتشار لأنفلونزا الطيور في العالم وتحذيرات من خطورته، فأعلنت السعودية جاهزيتها لإقامة شعيرة الحج، وكان موسما ناجحا. وفي عام 2009 ظهرت أنفلونزا الخنازير، وصحب ذلك تحذيرات من إمكانية تفشيها في موسم الحج، فعملت السعودية على تجهيز المنشآت الطبية والصحية ورفع الجاهزية وتوظيف الخبرات والإمكانات ليتم الحج من دون إصابات بين الحجاج.
وفي 2012 ظهرت سلالة جديدة من فيروسات كورونا عرفت بـ«ميرس» واتخذت السعودية الإجراءات اللازمة للخروج بموسم خال من الإصابات.

## أعداد الحجاج
استجابت عدة دول إسلامية لظروف انتشار جائحة فيروس كورونا بإعلانها إلغاء إرسال بعثات الحج لهذا العام، كما أثرت إجراءات منع السفر وتعليق الرحلات الدولية على سهولة وصول الحجاج من دولهم، ومع ذلك فقد آثرت المملكة أن تحقق رغبة ضيوف الرحمن في أداء النسك بما يتناسب مع ظروف ومتطلبات السلامة التي تفرضها الجائحة، وبأعداد محدودة جدا بما يمكن الراغبين الذين تنطبيق عليهم الشروط الصحية من أداء الشعيرة دون تعريضهم للمخاطر.
بلغ نصيب غير السعوديين من المقيمين داخل المملكة 70% من إجمالي الحجاج يمثلون 160 جنسية مقيمة في المملكة، جرى اختيارهم إلكترونيا من بين المسجلين في الموقع الذي خصصته وزارة الحج، مقابل 30% للسعوديين.

### معايير صحية
أوضحت وزارة الحج والعمرة أن المعايير الصحية هي المحدد الرئيس لاختيار حجاج موسم حج عام 1441 هـ، وفيما اقتصر اختيار الحجاج السعوديين على الممارسين الصحيين ورجال الأمن المتعافين من فيروس كورونا المستجد (كوفيد 19)، وذلك تقديرًا لدورهم في رعاية شرائح المجتمع في كل مراحل مواجهة الجائحة، أشارت الوزارة إلى أن غير السعوديين من المقيمين داخل المملكة تكون الأولوية من بينهم لمن لا يعانون من أي أمراض مزمنة، ولمن لديهم شهادة فحص مخبري (PCR) تثبت خلوهم من فيروس كورونا، ومن لم يسبق لهم أداء الفريضة من قبل، ممن أعمارهم ما بين 20 إلى 50 سنة، مع تعهدهم بالالتزام بمدة الحجر التي تقررها وزارة الصحة قبل وبعد أداء الشعيرة.

## بسلام آمنين
أقيم موسم حج 2020 تحت شعار «بسلام آمنين»، وأتت هذه الهوية ممثلة للجهود الأمنية والصحية التي تقدمها السعودية حفاظا على سلامة حجاج بيت الله الحرام في كل مواسم الحج، إضافة إلى التحدي الصحي الجديد المتمثل في جائحة كورونا، وما اتخذته السعودية من إجراءات وبروتوكولات صحية.

### إجراءات احترازية
أعلنت السعودية عن اتخاذ إجراءات احترازية مشددة وخطط استثنائية لسلامة موسم الحج مستفيدة من خبراتها على مدى عقود طويلة في تنظيم الحج في مختلف الظروف البيئية والصحية، وكذلك الإجراءات المشددة التي طبقت خلال انتشار جائحة فيروس كورونا.
راعت الخطط التنفيذية التي وضعتها السعودية المتطلبات الطبية وتوفير البيئة الصحية والحيز المطلوب للتباعد الآمن لأماكن سكن الحجاج في المشاعر المقدسة وإعداد خطط لجميع مراحل المناسك تضمن الالتزام بالمعايير التي حددتها وزارة الصحة، كما تم تنظيم مسارات افتراضية للحجاج لضمان التباعد بينهم.

### خطط صحية
وضعت السعودية خطة صحية وإجراءات مشددة لحجاج هذا العام تبدأ قبل وصولهم للمشاعر المقدسة فيتم أخذ فحوصات لهم للتأكد من عدم إصابتهم بفيروس كورونا، كما تم تجهيز طواقم طبية ترافق الحجاج في مناسكهم، وتخصيص مستشفى تحسبا لأي طارئ ومركز صحي في مشعر عرفات، ومركز آخر في مشعر منى، كما شملت الإجراءات فحص العاملين الذين سيشرفون على صحة الحجاج وأمنهم، ومتابعتهم صحيا بشكل يومي خلال فترة الحج وتطبيق جميع إجراءات التباعد الاجتماعي والاحترازات التي تضمن سلامتهم، بالإضافة إلى الحجر المنزلي بعد أداء الحجاج لمناسكهم، وذلك للتأكد من سلامتهم وضمان عدم حملهم للفيروس.

### بروتوكولات خاصة
وضعت السعودية عددا من البروتوكولات الصحية الخاصة بموسم حج 1441هـ، وتشمل هذه البروتوكولات التي أعلن عنها المركز الوطني للوقاية من الأمراض ومكافحتها (وقاية) عددا من المحاور تتضمن ضوابط عامة لمقدمي الخدمة، وكذلك ما يتعلق بالعمائر السكنية، وأماكن الطعام، والحافلات، ومحلات الحلاقة الرجالية، وما يخص عرفة ومزدلفة، ورمي الجمرات، وما يخص الحرم المكي.

### استعدادات أمنية
على جانب الاستعدادات الأمنية قصرت السعودية الدخول إلى المشاعر على من يحملون تصريحا يخولهم بالدخول، وفرضت عقوبات مشددة على مخالفي تعليمات الدخول ونقل الحجاج، وذلك ضمانا لسلامة وأمن ضيوف الرحمن، كما فعلت مراكز الضبط الأمني على مداخل المشاعر المقدسة وحول مدينة مكة. كما ألغت حملات ومكاتب الحج لهذا العام.